# Апалисы
Апалисы (лат. Apalis) — род небольших птиц из семейства цистиколовые. Апалисы традиционно классифицировались в семействе славковые (Sylviidae), но в настоящее время обычно вместе с несколькими другими группами африканских камышовок помещаются в отдельное семейство цистиколовые (Cisticolidae).
Род был описан английским натуралистом Уильямом Свенсоном в 1833 году. Типовой вид — ожерелковый апалис. Название Apalis происходит от древнегреческого hapalos, что означает «деликатный» или «нежный».

## Среда обитания
Они встречаются в лесах, редколесьях и кустарниках на большей части территории Африки к югу от Сахары.

## Описание
Это стройные птицы с длинными хвостами и тонким клювом для ловли насекомых. Они обычно коричневые, серые или зеленые сверху, а некоторые виды имеют ярко окрашенную нижнюю часть тела. Самцы и самки обычно похожи внешне, но самцы иногда имеют более яркие цвета.
Существует около 24 видов апалисов, точное количество которых варьируется в зависимости от различных авторитетов. Artisornis metopias и Artisornis moreaui ранее считались апалисами, но теперь часто помещаются либо вместе с портнихами (Orthotomus), либо в их собственном роде Artisornis. Краснолицая приния или краснолицый апалис также были перенесены в другой род — Принии. Дальнейшая перетасовка может быть необходима, так как недавнее исследование показало, что род является полифилетическим, причем два вида (Oreolais pulcher и Oreolais ruwenzorii) только отдаленно связаны с остальными тремя протестированными. Будущие исследования могут привести к дальнейшему разделению рода.

## Список видов
Род насчитывает 26 видов:
- Буроголовый апалис Apalis alticola (Shelley, 1899)
- Серебристый апалис Apalis argentea Moreau, 1941
- Бамендский апалис Apalis bamendae Bannerman, 1922
- Масковый апалис Apalis binotata Reichenow, 1895
- Apalis chapini Friedmann, 1928
- Белокрылый апалис Apalis chariessa Reichenow, 1879
- Чириндский апалис Apalis chirindensis Shelley, 1906
- Серый апалис Apalis cinerea (Sharpe, 1891)
- Желтогрудый апалис Apalis flavida (Strickland, 1853)
- Apalis flavigularis Shelley, 1893
- Apalis flavocincta (Sharpe, 1882)
- Apalis fuscigularis Moreau, 1938
- Apalis goslingi Alexander, 1908
- Черногорлый апалис Apalis jacksoni Sharpe, 1891
- Apalis kaboboensis Prigogine, 1955
- Карамоджийский апалис Apalis karamojae (van Someren, 1921)[9]
- Apalis lynesi Vincent, 1933
- Черноголовый апалис Apalis melanocephala (Fischer et Reichenow, 1884)
- Черношапочный апалис Apalis nigriceps (Shelley, 1873)
- Apalis personata Sharpe, 1902
- Коричневогорлый апалис Apalis porphyrolaema Reichenow et Neumann, 1895
- Пестрый апалис Apalis ruddi Grant, 1908
- Белобрюхий апалис Apalis rufogularis (Fraser, 1843)
- Короткохвостый апалис Apalis sharpii Shelley, 1884
- Apalis stronachi Stuart, S & Collar, 1985
- Ожерелковый апалис Apalis thoracica (Shaw, 1811)

Ранее в Apalis, но теперь перемещены в Oreolais:
- Oreolais pulchra
- Oreolais ruwenzorii

## Дополнительное чтение
- Ryan, Peter. Handbook of the Birds of the World / del Hoyo J., Elliott A.; Christie D.A.. — Barcelona: Lynx Edicions[англ.], 2006. — Т. 11. Old World Flycatchers to Old World Warblers. — С. 378—492. — ISBN 978-84-96553-06-4.